# Wargaming (công ty)
Wargaming Group Limited là một nhà phát hành và phát triển game quốc tế có trụ sở tại Nicosia, Cộng hòa Síp. Công ty có 16 văn phòng và trung tâm phát triển.
Chủ yếu tập trung vào trò chơi chiến lược theo lượt và trò chơi chiến lược thời gian thực, Wargaming đã chuyển sang phát triển các trò chơi hành động trực tuyến miễn phí vào năm 2009 và từ đó dẫn đầu trên thị trường. Sự thành công thương mại và các chỉ trích của công ty đã đến sau sự ra mắt của dự án trực tuyến đầu tiên, trò chơi thể loại quân sự World of Tanks.

## Lịch sử

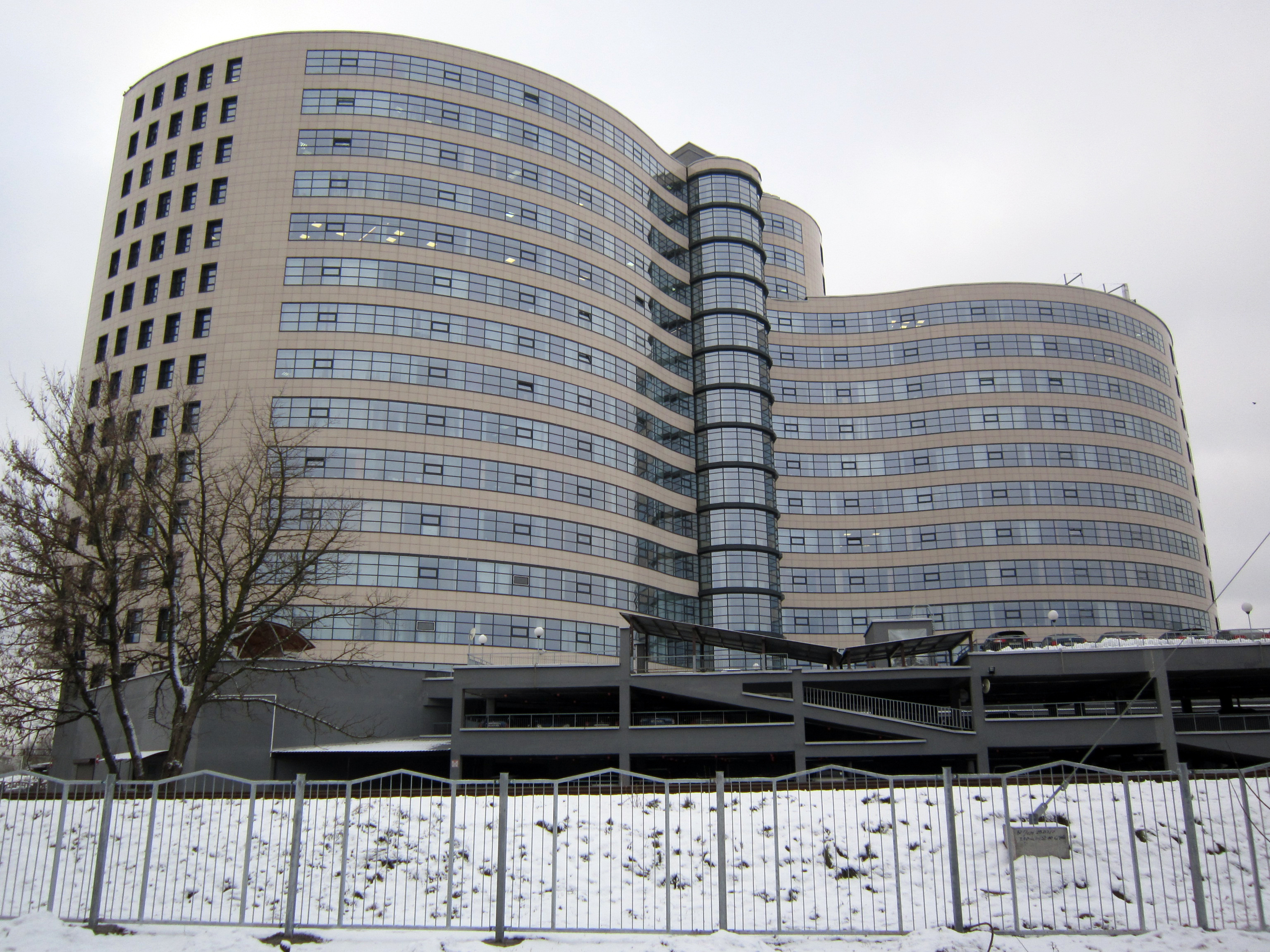
Trụ sở Wargaming tại Minsk, Belarus

Wargaming được thành lập bởi Victor Kislyi vào năm 1998 tại Minsk, Belarus như là một studio phát triển các trò chơi chiến lược nhiều người chơi trên nền tảng PC.
Dự án đầu tiên của công ty là DBA Online ra mắt vào năm 2000. Wargaming bắt đầu vào dự án thương mại quy mô đầy đủ đầu tiên - trò chơi chiến lược theo lượt Massive Assault vào tháng 3 năm 2002.
Vào ngày 16 tháng 11 năm 2007, Wargaming đã mua lại nhà phát triển Arise. Vào tháng 12 năm 2008, công ty phát hành trò chơi chiến lược thời gian thực Operation Bagration đầu tiên của mình. Vào ngày 16 tháng 4 năm 2009, Wargaming bắt đầu thực hiện trò chơi chiến lược thời gian thực Order of War, được phát hành bởi Square Enix vào ngày 18 tháng 9 năm 2009. Vào ngày 12 tháng 8 năm 2010, công ty phát hành trò chơi World of Tanks trực tuyến đầu tiên. Vào ngày 12 tháng 4 năm 2011, World of Tanks đã được phát hành ở Bắc Mỹ và Châu Âu.
Tại E3 2011, Wargaming đã công bố kế hoạch tiếp theo của World of Tanks là trò chơi không chiến trực tuyến World of Warplanes. Tại Gamescom 2011, công ty đã tiết lộ phần thứ ba của loat trò chơi quân sự là trò chơi hải chiến trực tuyến World of Warships.
Vào tháng 10 năm 2011, Wargaming đã công bố trò chơi trực tuyến World of Tanks: Generals.
Năm 2011 đánh dấu sự bắt đầu mở rộng hoạt động toàn cầu cho Wargaming. Vào ngày 26 tháng 7 năm 2011, công ty đã mở Wargaming Group Ltd có trụ sở chính tại Nicosia, Cộng hòa Síp và sau đó là Trung tâm Hoạt động Kinh doanh Châu Âu—Wargaming Europe—có trụ sở tại Paris, Pháp và văn phòng chi nhánh ở Berlin, Đức. Vào ngày 3 tháng 8 năm 2011, công ty đã tạo sự hiện diện trực tiếp tại Bắc Mỹ bằng cách mở văn phòng tại San Francisco.
Trong suốt năm 2011, Wargaming tham gia hợp tác chiến lược với Persha Studia, Lesta Studio và DAVA Consulting, với mỗi dự án riêng biệt đang hoạt động dưới Wargaming.
Vào ngày 21 tháng 2 năm 2012, phiên bản Android của World of Tanks Assistant, ứng dụng trên điện thoại di động của World of Tanks đã ra mắt ở Châu Âu và Bắc Mỹ.
Vào tháng 5 năm 2012, Wargaming mở một văn phòng chi nhánh tại Seoul để bước vào thị trường trò chơi Hàn Quốc.
Vào tháng 6 năm 2012, Wargaming bắt tay vào một sáng kiến đổi thương hiệu và thông báo dịch vụ Wargaming.net. Trong cùng tháng đó, Wargaming phát triển lên 900 nhân viên trên khắp thế giới. Vào ngày 7 tháng 8 năm 2012, Wargaming mua lại công ty BigWorld Technology của Úc.
Năm 2012, doanh thu của Wargaming được công bố là 217,9 triệu Euro, với lợi nhuận ròng là 6,1 triệu Euro, tuyên bố trong một báo cáo thường niên của sàn giao dịch chứng khoán Síp (CSE).
Vào ngày 29 tháng 1 năm 2013, Wargaming đánh dấu trên thị trường console bằng cách mua lại Day 1 Studios. Được đổi tên thành Wargaming Chicago-Baltimore, đây là hãng hiện tại đang phát triển World of Tanks: Xbox 360 Edition (tháng 2 năm 2014), Xbox One (tháng 7 năm 2015) và PlayStation 4 (tháng 1 năm 2016).
Vào ngày 12 tháng 2 năm 2013, Wargaming đã công bố giải đấu thể thao điện tử của riêng mình là Wargaming.net League.
Vào ngày 14 tháng 2 năm 2013, công ty mua lại Gas Powered Games. Vào ngày 26 tháng 3 năm 2013, Wargaming đã công bố World of Tanks Blitz, trò chơi MMO trên điện thoại thông minh và máy tính bảng. Trò chơi được phát hành trên iOS vào tháng 6 năm 2014. Đến năm 2016, World of Tanks Blitz có trên iOS, Android, Windows 10 và Mac OS X.
Vào ngày 29 tháng 5 năm 2013, Wargaming mở văn phòng tại Tokyo để tham gia vào thị trường trò chơi Nhật Bản.
Vào năm 2015, Wargaming mở hai chi nhánh mới: WG Labs và WG Cells. WG Cells bị đóng cửa vào năm 2016.
Vào tháng 8 năm 2016, chi nhánh WG Labs của Wargaming đã cho ra mắt Master of Orion. Trò chơi được phát triển bởi NGD Studios của Argentina.
Vào năm 2016, Wargaming sở hữu lượng cổ phiếu đáng kể trong ngân hàng Hellenic và đã thể hiện sự quan tâm đến việc mua đất, bất động sản cho mục đích đầu tư và sử dụng riệng. Wargaming hiện là công ty đóng thuế lớn nhất ở Síp.
Vào Năm 2017, Wargaming thành lập một bộ phận trò chơi có tên là Wargaming mobile nhưng sau đó đã đóng cửa vào năm 2019. 
Tháng 2 năm 2018, Wargaming Hoa Kỳ đã sa thải 100 việc làm cũng như đóng cửa văn phòng tại Emeryville. . 3 tháng sau, Wargaming đóng cửa studio của mình tại Seattle cũng như sa thải 150 nhân viên và nhà phát triển.
Năm 2019, Wargaming Labs hợp tác với Mad Head Games đã ra mắt game nhập vai hành động chặt chém  Pagan Online . Năm 2020, Quyền quá trình phát triển và phát hành game được chuyển giao cho Mad Head Games và game trở thành một trò chơi đơn lẻ.
Năm 2020, công ty trò chơi điện tử Moon Active có trụ sở tại Israel đã mua lại công ty trò chơi di động Melsoft (từng là bộ phận của Wargaming). 
Năm 2020, World of Tank Blitz đã chính thức phát hành trên Nintendo Switch. 
Vào tháng 3 năm 2020, Wargaming ra mắt trò chơi trực tuyến nhiều người chơi mới tên là PvP Bowling Crew. 
Ngày 9 tháng 4 năm 2021, Wargaming đã mở một studio mới tại Vilnius, Litva. 
Ngày 27 tháng 4 năm 2021, World of tanks Modern Armor chính thức được ra mắt.
Năm 2022, Wargaming đã mở hai văn phòng mới tại Warsaw, Ba Lan và Belgrade, Serbia. Wargaming Warsaw tập trung vào việc xuất bản với tiềm năng tăng trưởng. Trong khi đó, Wargaming Belgrade tập trung vào cả phát triển và xuất bản trên các thương hiệu World of Tanks và World of Warships.
Vào tháng 2 năm 2022, trong bối cảnh Nga xâm lược Ukraina trên quy mô toàn diện, Giám đốc sáng tạo của Wargaming lúc bấy giờ là Sergei Burkatovskiy đã bị sa thải vì những bình luận ủng hộ Nga mà ông đăng trên trang Facebook của mình.Sau khi bị sa thải, Wargaming đã đưa ra tuyên bố rằng "toàn bộ nhân viên của chúng tôi hiện đang tập trung vào việc giúp đỡ hơn 550 đồng nghiệp của chúng tôi từ Kyiv và gia đình của họ... Ý kiến của Sergei Burkatovskiy hoàn toàn trái ngược với lập trường của công ty chúng tôi. Ông ấy hiện không còn là nhân viên của Wargaming nữa". Ngay Sau đó, Wargaming rời khỏi Nga và Belarus, đồng thời đóng cửa các văn phòng của mình tại Minsk, Moscow và St. Petersburg cũng như chuyển quyền điều hành sang Lesta Studio (khi đó vẫn còn là 1 phần của Wargaming). Trong quá trình rời đi, Wargaming đã hỗ trợ người dân Ukraina và studio của mình tại Kyiv khi bắt đầu cuộc chiến toàn diện vào năm 2022 và quyên góp 1 triệu đô la cho Hội Chữ thập đỏ Ukraina.
Ngày 17 tháng 10 năm 2022, Riot Games mua lại studio Wargaming Sydney và đổi tên thành Riot Sydney.
Vào năm 2023, nhân dịp ngày kỉ niệm 25 ngày thành lập, Wargaming đã quyên góp được 250 nghìn đô la trên United24. Số tiền này sau đó mua các vật dụng y tế. 
Tháng 3 năm 2024, World of Warships: Legends chính thức ra mắt toàn cầu trên hệ điều hành iOS và Android. 
Ngày 3 tháng 6 năm 2025, tòa án Moscow đã kết án Wargaming và người sáng lập Victor Kislyi gọi họ là "tổ chức cực đoan" vì sự hợp tác của Wargaming với United24 vào năm 2023. Chính phủ Nga cũng ra lệnh tịch thu và quốc hữu hóa tài sản của Lesta Studio(khi đó là công ty độc lập và không còn liên kết với Wargaming) mặc dù Lesta có lịch sử ủng hộ chính phủ Nga và Lực lượng vũ trang Nga trong cuộc chiến chống lại Ukraina. 

## Các đối tác chiến lược và các studio đã sở hữu
- BigWorld Pty Ltd—Sydney, Úc
- Wargaming West[43] (trước kia là Day 1 Studios)—Chicago, Illinois (Mỹ), Baltimore, Maryland (Mỹ)
- Wargaming Seattle (trước kia là Gas Powered Games)—Redmond, Washington (Mỹ)
- Game Stream—Minsk, Belarus
- Persha Studia—Kiev, Ukraina
- Lesta Studio—Sankt-Peterburg, Nga (trước khi trở thành công ty độc lập)
- DAVA Consulting—Minsk, Belarus
- Melsoft Games[44]—Minsk, Belarus

## Trò chơi và sự tiếp nhận
Wargaming đã cho ra hơn 15 tựa game, phổ biến nhất là trò chơi trực tuyến World of Tanks. World of Tanks tạo ra một thị trường mới cho những trò chơi PvP lịch sử quân sự mà công ty mở rộng trong những năm sau bằng cách phát hành World of Warplanes (2013), trò chơi đa nền tảng World of Tanks Blitz (2014), trò chơi World of Tanks Generals (2015), và World of Warships (2015). Tất cả các tựa game này được liên kết trong dịch vụ Wargaming.net.
Kể từ thành công ban đầu này, World of Tanks đã có trên hệ máy consoles, ban đầu được phát hành trên Xbox 360, sau đó là Xbox One và PlayStation 4.
| Năm phát hành                                  | Tên trò chơi                        | Nhà phát hành | Thể loại                        | Tổng điểm  |
| ---------------------------------------------- | ----------------------------------- | ------------- | ------------------------------- | ---------- |
| 2000                                           | DBA Online                          | Wargaming     | Chiến lược theo lượt            | Không có   |
| 2003                                           | Massive Assault                     |               | Chiến lược theo lượt            | 80.11%, 77 |
| 2004                                           | Massive Assault Network             |               | Chiến lược theo lượt            | 78.15%, 74 |
| 2005                                           | Massive Assault: Domination         |               | Chiến lược theo lượt            | 69.61%, 69 |
| 2006                                           | Massive Assault Network 2           |               | Chiến lược theo lượt            | 76.00%, 72 |
| 2007                                           | Galactic Assault: Prisoner of Power |               | Chiến lược theo lượt            | 69.47%, 68 |
| 2009                                           | Order of War                        | Square Enix   | Chiến lược thời gian thực       | 71.67%, 69 |
| 2010                                           | Order of War: Challenge             | Wargaming     | Chiến lược thời gian thực       | 72.50%, 70 |
| RU: 2010 EU / NA / CH: 2011 SA / VN / SK: 2012 | World of Tanks                      | Wargaming     | Trực tuyến nhiều người chơi     | 82.15%, 80 |
| CIS / NA / EU: 2013                            | World of Warplanes                  | Wargaming     | Trực tuyến nhiều người chơi     | 69.18%, 69 |
| 2014                                           | World of Tanks Xbox 360             | Wargaming     | Trực tuyến nhiều người chơi     |            |
| 2014                                           | World of Tanks Blitz                | Wargaming     | Trực tuyến nhiều người chơi     |            |
| 2015                                           | World of Warships                   | Wargaming     | Trực tuyến nhiều người chơi     | 80.93%, 81 |
| 2015                                           | World of Tanks on Xbox One          | Wargaming     | Trực tuyến nhiều người chơi     |            |
| 2015                                           | World of Tanks Generals             | Wargaming     | Trò chơi bài thu thập theo lượt |            |
| 2016                                           | Smash Squad                         | WG Cells      |                                 |            |
| 2016                                           | Master of Orion: Conquer the Stars  | WG Labs       | Chiến lược theo lượt            | 75.83%, 74 |
| 2016                                           | Hybrid Wars                         | WG Labs       | Game bắn súng từ trên xuống     |            |
| 2018                                           | World of Warships Blitz             | Wargaming     | Trực tuyến nhiều người chơi     |            |
| 2018                                           | World of Tanks: Mercenaries         | Wargaming     | Trực tuyến nhiều người chơi     |            |
| 2018                                           | World of Tanks; World of Tanks      | Wargaming     | Trò chơi theo cốt truyện        |            |
| 2019                                           | Pagan Online                        | Wargaming     | Hack'n'Slash ARPG               |            |
| 2020                                           | Bowling Crew                        | Wargaming     | Trực tuyến nhiều người chơi     |            |
| 2021                                           | World of Tanks: Modern Armor        | Wargaming     | Trực tuyến nhiều người chơi     |            |
| TBA                                            | Project Excalibur                   | TBA           |                                 |            |

## Dịch vụ Wargaming.net
Được công bố vào năm 2012, Wargaming.net là một dịch vụ được phát triển bởi Wargaming. Dịch vụ này được thiết kế để hỗ trợ tất cả các trò chơi trực tuyến của Wargaming và cung cấp một điểm truy cập duy nhất cho tất cả các dự án Wargaming, đối tác và các trang web của người hâm mộ.

### Tính năng
Dịch vụ này bao gồm:
- Hệ thống tài khoản thống nhất —ID Wargaming.net cấp quyền truy cập trực tiếp vào tất cả các tựa game trực tuyến Wargaming.[74]
- Nâng cao hệ thống quản lý tài khoản—Cải thiện các công cụ tài khoản cá nhân cung cấp cho game thủ tăng tính bảo mật, bao gồm tối ưu hóa mật khẩu, đăng nhập và phục hồi tài khoản.
- Hệ thống kinh tế chung sẽ cho phép người chơi chuyển vàng và kinh nghiệm miễn phí giữa các trò chơi của Wargaming (ngoại trừ World of Warships).[75]

### Unified Premium Account (UPA)
Với việc giới thiệu dịch vụ Unified Premium Account, người chơi có cơ hội duy trì thời gian Premium trên World of Tanks, World of Warplanes và World of Warships mà không phải trả thêm chi phí. Khi mua trong World of Tanks, tài khoản Premium cũng được kích hoạt tự động cho World of Warplanes và World of Warships.

### Lịch sử
Dịch vụ này đã được công bố vào tháng 6 năm 2012.
Vào tháng 8 năm 2012, Wargaming đã triển khai hệ thống xác thực OpenID, cho phép người chơi đăng nhập vào tất cả các trang web liên quan đến Wargaming sử dụng ID Wargaming.net.
Vào tháng 5 năm 2013, phiên bản công khai đầu tiên của Dịch vụ Wargaming.net đã được phát hành.

## WG Labs
WG Labs là một đơn vị tổ chức trong Wargaming hợp tác với các nhà phát triển bên thứ ba và cung cấp các trò chơi vượt xa mô hình truyền thống của công ty. Mở cửa vào năm 2015, WG Labs hợp tác với NGD Studios phát hành Master of Orion: Conquer the Stars (2016) và đang làm việc với Extreme Developers ở tựa game Hybrid Wars.

## Thể thao điện tử
Từ năm 2013, Wargaming điều hành tổ chức thể thao điện tử của riêng mình tên là Wargaming.net League. Giải đấu là nền tảng cho các game thủ chuyên nghiệp của World of Tanks, với mỗi năm giải đấu chia thành nhiều mùa với hàng loạt các sự kiện trực tuyến và ngoại tuyến, kết thúc bằng một giải đấu trực tuyến lớn đó là Grand Finals.

## Các hoạt động khác
Wargaming tham gia vào một số dự án để bảo tồn di sản văn hoá quân sự, bao gồm:
- Phục hồi lại chiếc xe tăng hạng nặng Maus còn sót lại duy nhất cùng với Bảo tàng Xe tăng Kubinka ở Nga.[81][82]
- Phục hồi tại bảo tàng Bảo tàng Trung tâm Lực lượng Vũ trang (Moskva).
- Phục hồi các đài tưởng niệm Thế chiến II ở Medyn (vùng Kaluga, Nga) và trên đường cao tốc Volokolamsk (khu vực Moskva, Nga).
- Phục hồi máy bay Dornier Do 17 cuối cùng của thế giới hiện đang trưng bày tại Bảo tàng Không lực Hoàng gia ở Cosford, Vương quốc Anh.[83]
- Trung tâm Giáo dục Wargaming tại Bảo tàng Xe tăng ở Bovington, Vương Quốc Anh.[84]
- Tổ chức gây quỹ cho các dự án khôi phục tại Bảo tàng Xe tăng ở Bovington, Vương quốc Anh. Tiền thu từ hoạt động được tặng cho bảo tàng và sử dụng để khôi phục đội xe vận hành hiện tại của bảo tàng và mua những dụng cụ chuyên dụng.
- Cuộc chạy đua marathon streaming 25 giờ tại Wargaming West để gây quỹ cho các bệnh viện trẻ em và các tổ chức từ thiện thiếu nhi (tháng 11 năm 2013).[85]
- Stream từ thiện Grace After Fire ở Bắc Mỹ. Hỗ trợ các cựu chiến binh nữ chuyển dịch vụ quân sự, cung cấp tài nguyên và không gian để kết nối, đổi mới và hồi phục.[86]
- Phục hồi 1 trong 4 xe tăng AC-1 Sentinel còn lại, hiện đang đặt ở Bảo tàng Tăng Thiết giáp và Pháo binh Úc, Cairns, Úc (tháng 3 năm 2016).[87]

## Giải thưởng
- Giải thưởng nhà phát triển game xuất sắc nhất (Best Game Developer Award) tại GDC Russia 2009 (KRI-2009).[88]
- Giải thưởng truyền thông (Media Award) tại GDC Russia 2009 (KRI-2009).[88]
- Giải thưởng nhà phát triển game xuất sắc nhất (Best Game Developer Award) tại GDC Russia 2010 (KRI-2010).[89]
- Giải thưởng đặc biệt (Special Award) từ Industry tại GDC Russia 2011 (KRI-2011).[90]
- Giải thưởng ngành công nghiệp xuất sắc (Industry Excellence Award) tại GDC Russia 2012 (KRI-2012).[91]
- Giải thưởng nhà phát triển game xuất sắc nhất (Best Game Developer Award) tại GDC Russia 2012 (KRI-2012).[91]
- Giải thưởng MMO xuất sắc nhất (Best MMO Award) cho World of Tanks tại Golden Joystick Awards 2012.[92]
- Giải thưởng gian hàng xuất sắc nhất (Best Booth Award) từ Massively tại E3 2012.[93]
- Giải nhà phát hành xuất sắc nhất (Best Publisher Award) từ MMORPGITALIA.
- Giải thưởng MMO hành động được tải xuống xuất sắc nhất 2012 (Best Action Download MMO 2012 Award) cho World of Tanks trong giải thưởng MMO of the Year.
- Giải thưởng MMO cổ điển được tải xuống xuất sắc nhất 2013 (Best Classic Download MMO 2013 Award) cho World of Tanks trong giải thưởng MMO of the Year.